# Пол Фаснахт
Пол Фаснахт (на немски: Paul Faßnacht) е немски актьор.

## Биография
Пол Фаснахт е роден 7 януари 1949 г. в Тюбинген. Взема частни уроци по актьорско майсторство с Хелфрид Форон, Зигфрид Бюр и Волфрам Кункел. Фаснахт посещава допълнителни часове по актьорско майсторство при Лий Страсберг, заедно с Валтее Лот и Доминик де Фацио. Театралните му ангажименти го карат да пътува често до Дюселдорф, Кьолн, Тюбинген и Фрайбург.
|  | Тази страница частично или изцяло представлява превод на страницата Paul Faßnacht в Уикипедия на немски. Оригиналният текст, както и този превод, са защитени от Лиценза „Криейтив Комънс – Признание – Споделяне на споделеното“, а за съдържание, създадено преди юни 2009 година – от Лиценза за свободна документация на ГНУ. Прегледайте историята на редакциите на оригиналната страница, както и на преводната страница, за да видите списъка на съавторите. ВАЖНО: Този шаблон се отнася единствено до авторските права върху съдържанието на статията. Добавянето му не отменя изискването да се посочват конкретни източници на твърденията, които да бъдат благонадеждни. |